# Trachyspina olary
Trachyspina olary is een spinnensoort uit de familie Trochanteriidae. De soort komt voor in Zuid-Australië.